# Carea internifusca
Carea internifusca är en fjärilsart som beskrevs av George Francis Hampson 1912. Carea internifusca ingår i släktet Carea och familjen trågspinnare. Inga underarter finns listade i Catalogue of Life.